# Marcos José da Silva Lopes
Marcos José da Silva Lopes, mais conhecido por Marcos Lopes, é um ex-Chefe de Gabinete da Imprensa Oficial do Estado do Rio de Janeiro.
Marcos Lopes foi integrante do Conselho Internacional dos Albergues da Juventude. Desde os anos 90, participou ativamente de iniciativas sociais que sempre obtiveram reconhecimento popular.
Como assessor do então Presidente da Assembleia Legislativa, Sérgio Cabral Filho, aprofundou-se na luta em defesa dos direitos da terceira idade, contribuindo para a criação de leis e entidades como o Conselho Estadual do Idoso.
Em 2007, assumiu a chefia do Gabinete da Imprensa Oficial do Estado do Rio de Janeiro, onde viveu o grande desafio de contribuir para a modernização da instituição, que hoje é um exemplo nacional de administração, gestão e profissionalismo.
É um dos idealizadores do Projeto Mais Leitura, que desde 2011 democratizou o acesso a obras literárias ao povo de todo o Estado do Rio de Janeiro, disponibilizando mais de 4 milhões de livros a preços populares.
Também trabalhou na consolidação da Sala de Cultura Leila Diniz, que se firmou como um dos espaços culturais mais democráticos de Niterói, com ênfase no trabalho de artistas e grupos da Região Metropolitana. Assim como na Sala Aprendiz – Música na Escola, uma parceria da Imprensa Oficial com o Programa Aprendiz, com a criação de cinco salas de música e um salão para ensaios e apresentações.